# دیمربروک
دیمربروک (به هلندی: Diemerbroek) یک منطقهٔ مسکونی در هلند است که در آده‌واتر واقع شده‌است. دیمربروک ۱۶۰ نفر جمعیت دارد.